# Rio Luís Alves
O rio Luís Alves, também conhecido como rio Luisinho, é um curso de água do estado de Santa Catarina, no Brasil.
Esse rio está inserido na bacia hidrográfica do rio Itajaí-Açu. Nasce a cerca de 15 km ao norte da cidade de Luiz Alves, correndo de norte para o sul, e desemboca no rio Itajaí-Açu (do qual o rio Luís Alves é um dos principais afluentes), no município de Ilhota,
O rio Luís Alves possui 15 rios e ribeirões, afluentes que desembocam nele, que são os seguintes (sentido norte–sul):
- Rio Bonito
- Ribeirão Segundo Braço do Norte
- Ribeirão Primeiro Braço do Norte
- Ribeirão Paula Ramos
- Ribeirão Braço Francês
- Ribeirão Braço Serafim
- Ribeirão Braço Comprido
- Ribeirão Braço Miguel
- Ribeirão Braço Elza
- Ribeirão Máximo
- Ribeirão Alto Canoas
- Ribeirão Arataca
- Ribeirão Canoas
- Rio Novo
- Rio do Peixe